# Хоэнлойбен
Хоэнлойбен (нем. Hohenleuben) — город в Германии, в земле Тюрингия. 
Входит в состав района Грайц. Подчиняется управлению Лойбаталь.  Население составляет 1667 человек (на 31 декабря 2010 года). Занимает площадь 9,52 км². Официальный код  —  16 0 76 029.